# Vokesimurex anniae
Vokesimurex anniae is een slakkensoort uit de familie van de Muricidae. De wetenschappelijke naam van de soort is voor het eerst geldig gepubliceerd in 1940 door M. Smith.